# Xecado de Sangage
O xecado de Sangage foi um xecado africano costeiro no actual território de Moçambique, fundado em meados do séc. XVII e que durou até 1913. A população de Sangage reteve uma cultura distinta mas relacionada com o povo suahili; a sua língua, esangaji, é também semelhante à língua swahili.

## História

### Contexto
Sangage era um dos três povoados muçulmanos entre Quelimane e a Ilha de Moçambique, sendo os outros o Sultanato de Angoche e o Xecado de Sancul. Tal como Sancul, o xecado de Sangage foi fundado por clãs shirazes partidos da Ilha de Moçambique após os portugueses terem-na ocupado. Situava-se entre os rios Metomode e Mogincual e fazia fronteira com o xecado de Sancul a norte. Estes clãs migraram para Sancul e depois para Sangage, comprando terra costeira a Angoche. Detinham um número considerável de vassalos, incluíndo os régulos de Mogincual, Imbamela, e bandos de mogovolas entre outros.

### Chegada dos portugueses e declínio
À data da chegada dos portugueses a Sangage no séc. XIX, o xecado começou a prosperar devido ao comércio de escravos, rivalizando com Angoche mais para sul. Os portugueses exerciam influência exacerbando as clivagens na política indígena da região, dado que careciam de uma posição militar forte no norte de Moçambique. Na década de 1880, o xecado de Sangage acolheu uma comunidade de traficantes baneanes de escravos, levando o sultão Musa Muhammad Sahib de Angoche a atacar Sangage em 1885. Sangage foi sitiada depois por um dos filhos do  sultão Sahib, o sultão Usseni Ibrahimo.
Os portugueses intervieram e obrigaram o xeque a albergar uma guarnição portuguesa em troca do título de regedor. O tráfico de escravos foi também abolido. No entanto, o sucessor do xeque, Musa Ibrahimo Phiri (1904-1912) continuou a resistir aos portugueses e negociava em escravos. Por fim os portugueses derrotaram o xeque Phiri numa campanha em 1913. Foram o último vestígio de resistência suahíli em Moçambique, integrados na administração portuguesa.